# Liste der Monuments historiques in Ollans
Die Liste der Monuments historiques in Ollans führt die Monuments historiques in der französischen Gemeinde Ollans auf.

## Liste der Immobilien
| Bezeichnung      | Beschreibung | Standort                | Kennzeichnung | Schutzstatus | Datum | Bild           |
| ---------------- | --- | ----------------------- | ------------- | ------------ | ----- | -------------- |
| Château d’Ollans | Schloss, drittes Viertel des 18. Jahrhunderts, Nebengebäude und Außenanlagen aus dem späten 19. Jahrhundert; mit der Innenausstattung, den Wirtschaftsgebäuden, dem Ehrenhof, der Parkanlage und der Ferme d’Ollans | 1 rue du Château (Lage) | PA00101696    | Inscrit      | 2022  | weitere Bilder |